# Saint-Sulpice (Saboia)
Saint-Sulpice é uma comuna francesa na região administrativa de Auvérnia-Ródano-Alpes, no departamento de Saboia. Estende-se por uma área de 8,82 km². Em 2010 a comuna tinha 772 habitantes (densidade: 87,5 hab./km²).